# 双气球实验

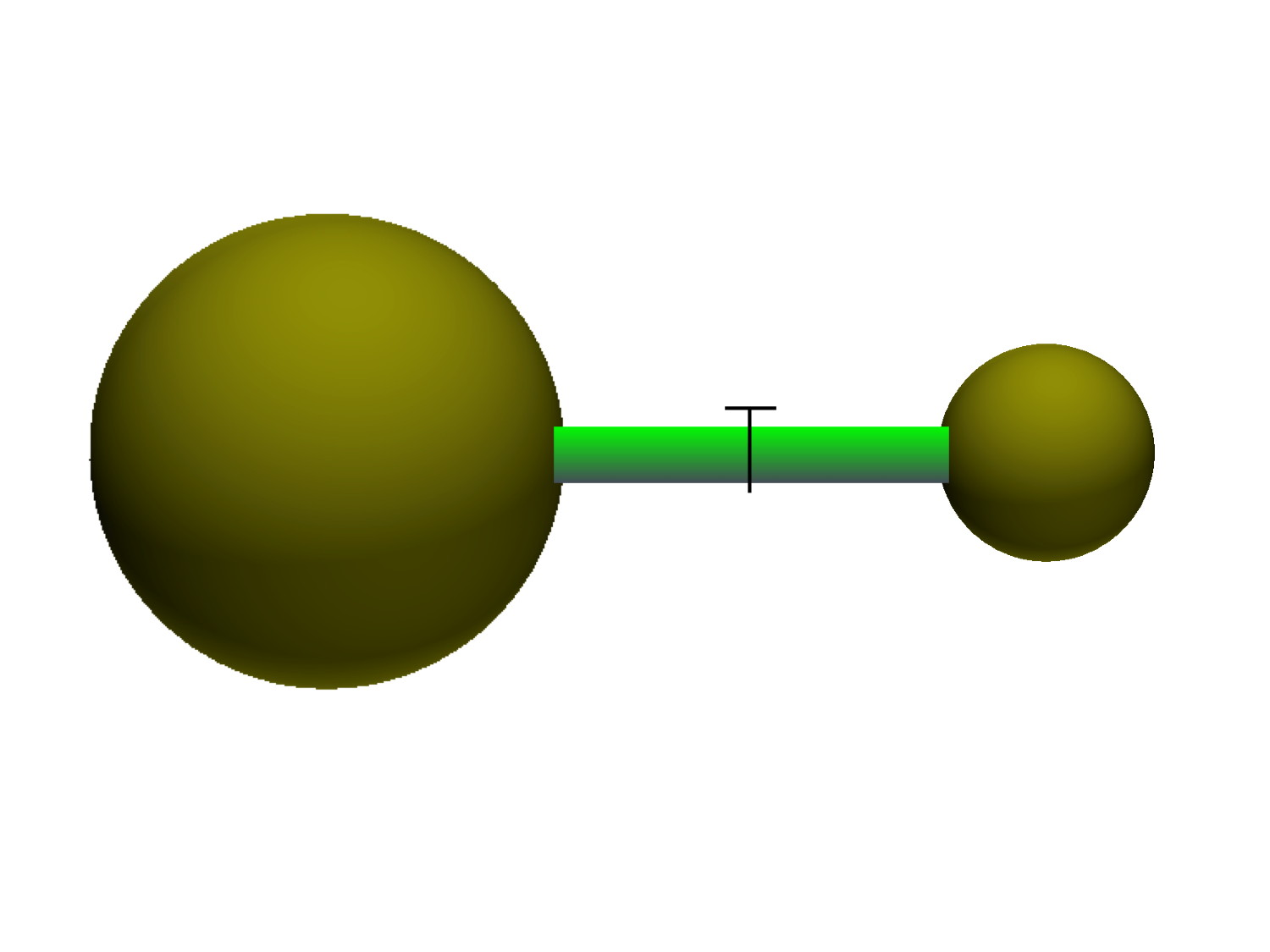
两个气球由一根带活塞的管相连。活塞打开后，有可能小的气球变得更小，大的气球变得更大。

双气球实验是一个与互相连接的两个气球有关的物理实验，可用以验证弹性理论。在该实验中，两个相同的气球充有不同体积的气体，并以一根带活塞的管相连。在特定的初始条件下，打开活塞后，气体有可能从较小的气球流向较大的气球。
这一现象最早由David Merritt和Fred Weinhaus在1978年提出理论解释。

## 理论压强曲线
可以证明，当两个气球连通时，气体总是从压强大的气球流向压强小的气球。